# Kompensation (Psychologie)
Mit Kompensation wird in der Psychologie nach Alfred Adler eine Strategie bezeichnet, mit der bewusst oder unbewusst versucht wird, eine echte oder eingebildete Minderwertigkeit auszugleichen. Nach Carl Gustav Jung kann als Kompensation jeglicher Prozess bezeichnet werden, der darauf zielt, psychische Ungleichgewichte und Einseitigkeiten auszugleichen.

## Geschichte
Alfred Adler, der Gründer der Individualpsychologie, führte den Begriff Kompensation im Jahre 1907 in seiner Studie über die Minderwertigkeit der Organe als Antwort des Organismus auf eine Organminderwertigkeit ein. Adler stellte fest, dass wenn sich im wechselseitigen Verhältnis von Organ und Umgebung das Gleichgewicht gegen den Organismus zu wenden droht, dieser mit Kompensierungsversuchen antwortet. Da die Psyche im übergeordneten Zentralnervensystem, als Teil des Gesamtorganismus, beim Kompensationsprozess eine Rolle spielt, gelangte Adler zum Begriff der seelischen Kompensation.
Später erweiterte Adler seine Theorie mit dem Konzept des Minderwertigkeitsgefühls. Die Individualpsychologie sieht die Ursache der Kompensation beim Minderwertigkeitsgefühl des Kleinkindes aufgrund seiner Unvollkommenheit als menschliches Wesen. Wenn das Minderwertigkeitsgefühl zu stark ist, kann sich auf dem Weg der Kompensation ein neurotischer Lebensplan entwickeln. Eine wirklich vorhandene Minderwertigkeit, die übertrieben erlebt wird, kann mit einer mehr oder weniger eingebildeten Überlegenheit kompensiert werden. Die Situation der Minderwertigkeit oder Unterlegenheit fand Adler im psychischen Bereich vor allem bei den drei Lebensaufgaben Arbeit – Liebe – Gemeinschaft (Säugling, Geschwisterreihe, Schule, Beruf, Ehe, Prüfungssituationen usw.) wieder. Sie löst beim Menschen einen Gefühlszustand aus, den Adler Minderwertigkeitsgefühl nannte. Ähnlich wie bei der Kompensation einer Organminderwertigkeit, ist die menschliche Psyche bestrebt, diesen Zustand der Unterlegenheit durch ein – wie Adler es nannte – Geltungsstreben zu überwinden.

## Kompensation
Einen anderen Menschen zu vergewaltigen ist laut dem Sexualtherapeut Ulrich Clement der Versuch, ein unsicheres männliches Selbstbild durch aggressive Handlungen zu kompensieren.

## Überkompensation
Adler sah drei Bedingungen, die dazu führen können, dass die Kompensation über das Ziel hinausschießt und zur Überkompensation wird. Dies sind die Schranken der Kultur, die Ankettung des dominierenden Überbaus an andere psychische Felder (visueller Überbau an den akustischen usw.) und die Hinfälligkeit der Kompensationen. Als Beispiele nannte Adler: das Genie, Minderwertigkeiten beim Sehapparat von Dichtern und Malern, Organminderwertigkeiten wie Stottern bei Rednern, Schauspielern und Sängern, Ohrenleiden bei Musikern.

## Verbreitung
Mit seiner Theorie einer relativen Minderwertigkeit, als Ergebnis einer Wechselwirkung mit der physischen Umgebung und sozialen Umwelt, formulierte Adler eine frühe Form der Feldtheorie.
Die Kompensationstheorie hat Ähnlichkeiten mit der von Walter Cannon entwickelten Homöostase.
Die in Adlers Kompensationstheorie beschriebene Wechselwirkung von Körper und Psyche stellt eine frühe Behandlung des Problems der Psychosomatik dar.

## Kompensation in der Psychoanalyse (Sigmund Freud)
Die klassische Psychoanalyse nach Sigmund Freud betrachtet den Aufbau der Psyche als ein komplexes System von Vorstellungen (Repräsentanzen), die miteinander assoziiert sind. Nicht alle Vorstellungen sind jedoch im gleichen Maße miteinander assoziierbar. Viele Assoziationen werden aktiv vom Patienten unterdrückt (verdrängt) und bilden untereinander im Unbewussten ein komplexes System, aus dem sich von Zeit zu Zeit Vorstellungen ins Bewusstsein zu schieben versuchen. Dadurch springt der aktive Prozess der Verdrängung an, als dessen verhaltensmäßiges Resultat das Symptom gesehen wird.
Soweit der Patient das Symptom wahrnimmt und erkennt, kann er bestrebt sein, es durch weitere Maßnahmen zu mildern. Die Kompensation ist hierbei die Fähigkeit, das Auftreten des Symptoms durch weitere Hilfsmittel als nur der Verdrängung zu verhindern. Die individuellen Strategien sind hier sehr vielfältig (Abwehrmechanismen).

## Kompensation in der analytischen Psychologie (C.G. Jung)
In der analytischen Psychologie nach C.G. Jung wird der Begriff der Kompensation wertneutral im Sinne eines psychischen Ausgleichs verwendet: „Während Adler seinen Begriff der Kompensation auf die Ausgleichung des Minderwertigkeitsgefühls beschränkt, fasse ich den Begriff der Kompensation allgemein als funktionelle Ausgleichung, als Selbstregulierung des psychischen Apparats auf.“ Zentral ist nach Jung die ausgleichende Funktion der Träume, „denn nach meiner Erfahrung sind weitaus die meisten Träume kompensatorischer Natur. Sie betonen die jeweils andere Seite zur Erhaltung des seelischen Gleichgewichts.“ Generell vertrat Jung die Auffassung, „daß die unbewußten Vorgänge in einer kompensatorischen Beziehung zum Bewußtsein stehen. ... sie ergänzen sich gegenseitig zu einem Ganzen, dem Selbst.“ Zum Beispiel: „Wer auf dem Standpunkt des Eros steht, dessen kompensierender Gegensatz ist der Machtwille. Wer aber die Macht betont, dessen Kompensation ist der Eros.“ Es bedürfe der innerpsychischen Gegensätze, damit das (seelische) Leben nicht erstarre.
Nach Jung wirke die Kompensation meist „unbewußt regulierend auf die bewußte Tätigkeit“, also ohne dass man dies merkt. Im Normalfall brächten kompensierende Träume eine „Ausgleichung oder Ergänzung der bewußten Orientierung“. Doch je „größer die Einseitigkeit der bewußten Einstellung ist, desto gegensätzlicher sind die dem Unbewußten entstammenden Inhalte“. – In der Neurose werde der Kontrast so groß, dass die Kompensation nicht mehr von sich aus funktioniere und Hilfe von außen nötig werde: „Die analytische Therapie zielt daher auf eine Bewußtmachung der unbewußten Inhalte, um auf diese Weise die Kompensation wieder herzustellen.“